# System of Rice Intensification

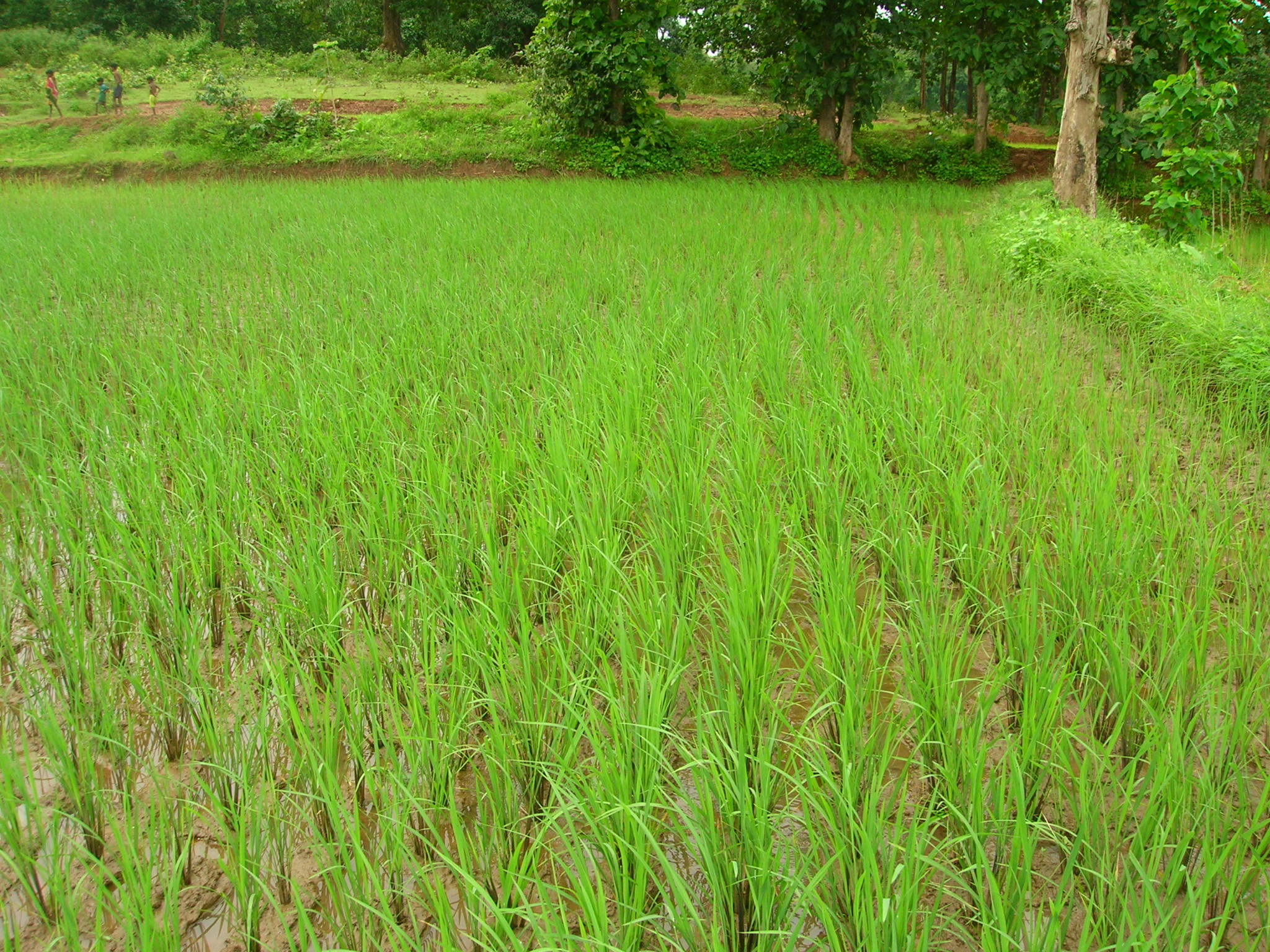
Reisfeld, entsprechend der SRI-Methode feucht aber nicht geflutet.

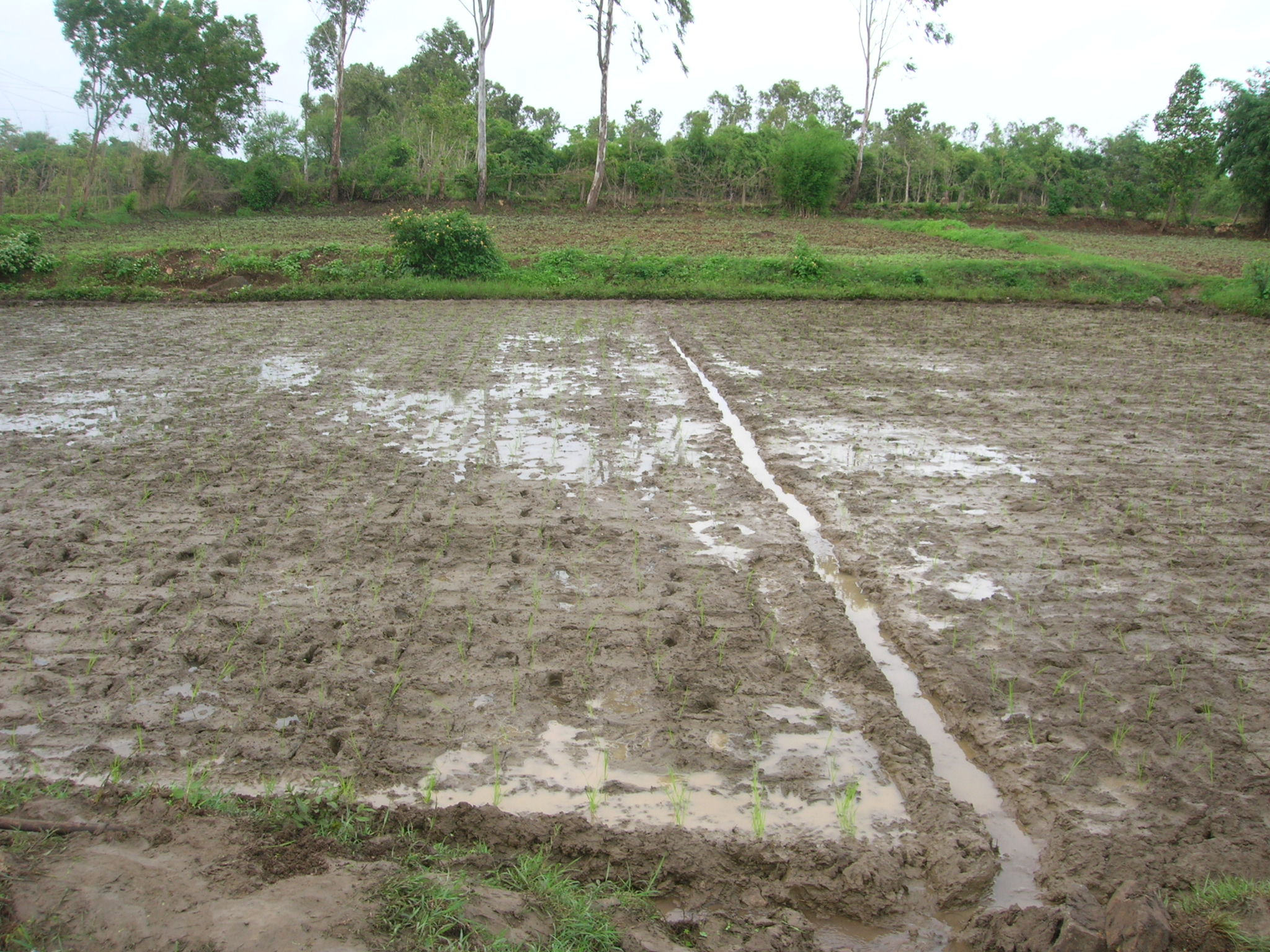
Reissetzlinge, entsprechend der SRI-Methode einzeln und mit Abstand gepflanzt.

SRI (von englisch System of Rice Intensification, auch SICA von spanisch Sistema Intensivo de Cultivo Arrocero, übersetzt deutsch Reisintensivierung) ist eine Anbaumethode für Reis, die 1983 vom Jesuiten Henri de Laulanie in Madagaskar beschrieben wurde. Der Leiter des International Institute for Food, Agriculture and Development der Cornell University, Norman Uphoff, trug ab 1997 maßgeblich zur Etablierung der Methode in Asien bei. Weil die Prinzipien der Feldbestellung teilweise auf andere landwirtschaftliche Anpflanzungen übertragbar sind, wird die Anbaumethode von einigen Beratern des indischen Landwirtschaftamtes auch als „Wurzel-Intensivierung“ bezeichnet.

## Grundidee
Die zentralen Grundsätze der SRI-Methode sind:
- Reissetzlinge sollen jung (weniger als 15 Tage alt mit nur zwei Blättern) schnell, flach und vorsichtig gepflanzt werden. Das minimiert die Wurzelverletzungen und den „Pflanzschock“.[3]
- Reispflanzen sollen einzeln und mit Abstand gepflanzt werden. Das verbessert das Wurzelwachstum und führt zur Vergrößerung der photosynthetisch aktiven Blattfläche.[3]
- Die Bodenbedingungen sollen durch Anreicherung mit organischen Substanzen verbessert werden. Für die Düngung wird vorzugsweise Mist verwendet, der Einsatz von Kunstdünger kann reduziert werden.[4][3]
- Reisfelder sollen lediglich feucht gehalten werden, anstatt sie mit Wasser zu sättigen (fluten). Das verbessert das Wurzelwachstum und unterstützt das Wachstum und die Vielfalt aerober Bodenorganismen.[3]

### Unterstützende Maßnahmen
Weil die unkrauthemmende Wirkung der Flutung entfällt und der Gebrauch von Unkrautbekämpfungsmitteln vermieden werden soll, entwickelte das International Rice Research Institute (IRRI; deutsch Internationales Reisforschungsinstitut) speziell für die Bedürfnisse des SRI eine einfache Rollhacke zum Unkrautjäten. In der Landwirtschaftsuniversität des indischen Bundesstaates Andhra Pradesh wurde das Gerät zum sogenannten „Cono Weeder“ weiter verbessert. Die „Konus-Hacke“ (deutsche Übersetzung) kann an einem Stiel durch das Feld geschoben werden. Ein an den Bug eines Schiffs erinnernder Vorbau erleichtert die Lenkung und verhindert, dass Schlamm die dahinter liegenden Klingen verstopft. Die scharfen Messer, die auf drehbaren Konen angeordnet sind, kappen die Wurzeln unerwünschter Kräuter zwischen den Pflanzenreihen, mulchen sie und bewirken außerdem eine bessere Belüftung des Bodens. Der Apparat wurde so konzipiert, dass er mit einfachsten Mitteln an Ort und Stelle produziert oder repariert werden kann. Staatliche Landwirtschaftsberater verteilten das Gerät in großen Stückzahlen umsonst oder für wenig Geld an die Bauern. Einige erfinderische Landwirte haben seither die Bedienung weiter vereinfacht oder an unterschiedliche Bodensituationen angepasst. Sogar motorisierte und mehrreihige Maschinen befinden sich unter den Innovationen.

## Wirkungen
Durch die Pflanzung von einzelnen Setzlingen reduziert sich der Bedarf an Saatgut auf 20 % bis zu 10 % im Vergleich zu konventionellem Anbau. SRI kann sowohl mit gut angepassten lokalen Reissorten, als auch mit Hybridsaatgut oder anderem spezialisierten Saatgut angewendet werden. Zusammen mit dem gesteigerten Ertrag können sich erweiterte Möglichkeiten für eine profitable Erzeugung ergeben.
Bei bewässerten Reisfeldern konnte gezeigt werden, dass SRI als Anbaumethode die Methanemission deutlich verringern konnte, gegenüber konventionellen Anbaumethoden, aufgrund der angepassten Bewässerung.
Beim Tieflandreis im Regenfeldanbau ist dieser Effekt in den verschiedenen Anbaumethoden nicht so deutlich, aber immer noch messbar. Allerdings wurden im Regenfeldanbau niedrigere Reiserträge unter SRI gemessen im Vergleich zum konventionellen Anbau und die Verwendung von mineralischem Dünger empfohlen.
Gegenüber konventionellem Reisanbau mit gefluteten Feldern konnten durch die SRI-Methode Erträge um 20–40 % gesteigert werden, teils auch erheblich mehr. Dies bedeutet auch, dass trotz der aufwendigen manuellen Unkrautbekämpfung die pro Ertragseinheit eingesetzte Arbeitskraft bis um die Hälfte zurückgeht. Ob dies positiv oder negativ beurteilt werden kann, liegt vor allem an sozialen Strukturen und der kommenden Entwicklung. Am Beispiel eines indischen Großbauern, der seine Äcker mit Tagelöhnern bewirtschaftet, erscheint der Aufwand für deren notwendige Schulung nicht zwingend gewinnbringend, zumal sich die Zusammensetzung der Belegschaft ständig ändert. Für die reichen Bauern fehlen die Anreize, die neue Anbaumethode einzuführen und für die ganz Armen und Landlosen sind die Möglichkeiten des Systems ohnehin unerreichbar. Vorläufig ergibt sich nur für Kleinbauern eine Chance, den Ertrag der eigenen Landwirtschaft zu steigern und so auf lange Sicht eine strukturelle Änderung der bestehenden Gesellschaft zu bewirken.

### Bewertung
Die Berichte von teils erheblichen Ertragssteigerungen, gerade auch auf unfruchtbaren Böden, wurden aus verschiedenen Gründen in Zweifel gezogen und werden kontrovers diskutiert. In der Folge wurden umfangreiche Experimente und Feldforschungen unternommen, was sich in einer großen Anzahl von wissenschaftlichen Arbeiten niederschlug. Dennoch ist SRI laut einer Übersichtsarbeit aus dem Jahr 2016 im internationalen Wissenschaftsbetrieb nicht allgemein anerkannt.
Eine 2014 erschienene, umfangreiche wissenschaftliche Auswertung der zugänglichen Studien zu SRI-Effekten kommt zu einer zurückhaltenden Einschätzung. Im Zuge der Umstellung auf SRI ändern sich typischerweise der Einsatz von Wasser, Saatgut, Dünger und Arbeitskraft. Zudem würde die Methode tendenziell eher auf hochproduktiven Flächen und von sozio-ökonomisch fortgeschritteneren Haushalten angewandt. Die wenigsten Studien würden für alle Einflussfaktoren kontrollieren. Für den Gesamteinfluss der Methode gebe es daher "no firm evidence" („keine sichere Beweise“); die Ergebnisse zur Land- und Arbeitsproduktivität seien gemischt. Zwar würde der Gesamtertrag der Tendenz nach steigen, aber auch die Produktionsrisiken und die Arbeitsintensität nähmen zu.
Kritik kommt auch vom Agro-Wissenschaftler Yuan Longping aus der Volksrepublik China, der als Vater des Reis-Hybridsaatguts gilt. Für die Entwicklung neuer Reissorten erhielt er 2004 zusammen mit Monty Jones, dem Minister für Landwirtschaft, Forsten und Ernährungssicherheit von Sierra Leone den Welternährungspreis und lange Zeit war er Weltrekordhalter für Reisernten. Er bezweifelt die hohen Ernteerträge, die der Anbaumethode zugeschrieben werden, und setzt weiterhin auf Biotechnologie, wie auch mehrheitlich Agrarforscher weltweit. Er hebt besonders die Bedeutung hervor, welche die Arbeit im Labor habe. Erst nach erfolgreicher Forschung könnten deren Ergebnisse zur Vermehrung der Produktion im Freiland angewandt werden.
Nach Aussagen von Norman Uphoff andererseits sei die Methode [...] in 54 Ländern angekommen (Stand 2014). In der Volksrepublik China, in Indien, Indonesien, Kambodscha und Vietnam sei sie am weitesten verbreitet. Dort nutzten sie an die zehn Millionen Kleinbauern auf ihren Feldern – auf einer Gesamtfläche, etwa so groß wie Baden-Württemberg. Wissenschaftliche Untersuchungen über die Verbreitung von SRI fehlen jedoch bisher. Eine ähnlich positive Meinung vertritt Kurt Langbein in seinem Buch "Landraub: Die globale Jagd nach Ackerland": SRI gilt daher vielen als bedeutsamste landwirtschaftliche Entwicklung der letzten 50 Jahre.
Dominic Glover kam 2011 zu dem Schluss: Das System  der Reisintensivierung (SRI) wird als neuer Ansatz zum Reisanbau dargestellt, der sowohl produktiver als auch nachhaltiger als konventionelle Methoden sein soll. Solche Behauptungen wurden jedoch von vielen Reisforschern angefochten oder abgelehnt. Gleichzeitig werde es aber grade in Indien von Reisbauern zunehmend adaptiert.
So gibt es zahlreiche Berichte wie etwa die Weltrekordernte von 22 Tonnen Reis pro Hektar aus dem Herbst 2012, die aber zumeist nicht wissenschaftlich bestätigt werden, sondern auf Selbstauskunft von Bauern beruhen. So auch der Bericht des Agrarwissenschaftlers Krishna Singh vom indischen Landwirtschaftsrat, der die durchschnittlichen Ernten auf Feldern, die nach dem System der Reis-Intensivierung bebaut wurden, untersuchte. Er berichtete von einem erheblichen Anstieg der Erntemenge. Die Ernten, die mit gewöhnlicher Anbaumethode bei 2,5 Tonnen Reis pro Hektar liegen, stiegen demnach mit dem SRI-Verfahren regelmäßig auf 8,6 bis 10,5 Tonnen pro Hektar. Jedoch fehlt auch hier bislang der wissenschaftliche Nachweis, der alle Einflussfaktoren berücksichtigt.
Erika Styger, Cornell University, Ithaca (City, New York), beschreibt, wie SRI nicht nur wegen der besseren Erträge weltweit von Kleinbauern weiterentwickelt wird, sondern zugleich dadurch selbstbestimmte Gemeinschafts- und Kommunikationsstrukturen erwachsen: Die internationale Community of Practice wächst, sie bleibt aber informell. Wer immer interessiert ist, der kann mitmachen. Es gibt keine Mitgliedschaft und keine Auswahlkriterien, aber auch keine formale Unterstützung. (...) Das Netzwerk einiger Hundert Einzelperson, die sich aus eigener Motivation engagieren, erhält sich selbst. Das ist ein Vorteil. Der auszugleichende Nachteil aber sei, dass sich die Akteure untereinander nicht kennen und dadurch das Lernen über Landesgrenzen hinweg schwierig sei.